# Amfisbènids
Els amfisbènids (Amphisbaenidae) són una família peculiar i poc coneguda de rèptils escatosos adaptats a la vida en el subsol. Superficialment semblants a cucs de terra, presenten clares adaptacions al medi subterrani, com la capacitat d'excavar i lliscar plegant la pell com un acordió. El cap massís, sense orella externa i amb ulls atrofiats, no es distingeix gaire bé de l'extrem oposat del cos. Són capaços de desplaçar-se tant en la direcció de la cua com en la del cap.

## Gèneres
- Amphisbaena Linnaeus, 1758
- Ancylocranium Scortecci, 1930
- Anops Bell, 1833
- Aulura Barbour, 1914
- Baikia Gray, 1865
- Blanus Vandelli, 1797
- Bronia Wiegmann, 1828
- Cercolophia Strauch, 1881
- Chirindia Boulenger, 1907
- Cynisca A.M.C. Duméril i Bibron, 1839
- Dalophia Gray, 1865
- Geocalamus Günther, 1880
- Leposternon Hemprich, 1820
- Loveridgea Tornier, 1899
- Mesobaena Mertens, 1925
- Monopeltis A. Smith, 1848
- Zygaspis W. Peters, 1854